# Francinópolis
Francinópolis là một đô thị thuộc bang Piauí, Brasil. Đô thị này có diện tích 254,407 km², dân số năm 2007 là 5279 người, mật độ 20,75 người/km².